# Copa São Paulo de Futebol Júnior de 1992
A Copa São Paulo de Futebol Júnior de 1992 foi a 23ª edição da competição. A famosa "copinha" é a maior competição de juniores do Brasil, e é disputada por clubes de todo o país. Ministrada em conjunto pela Federação Paulista de Futebol e a Secretaria Municipal de Esportes, foi disputada entre os dias 9 e 25 de janeiro. O campeão nesta oportunidade, foi o Vasco da Gama, conquistando a taça pela primeira vez, após vencer o São Paulo, nos pênaltis, por 5 a 3, após empate no tempo normal, por 1 a 1. 

## Tragédia nas semifinais
Tradicionalmente uma das sedes da Copa São Paulo de Futebol Júnior, o Estádio Nicolau Alayon foi palco de uma tragédia, em 23 de janeiro, durante partida entre São Paulo e Corinthians, válida pelas semifinais. Como o Estádio do Pacaembu estava indisponível, devido ao material usado em um show, no fim de semana anterior, o clássico estava marcado para a Rua Javari, mas optou-se por transferi-lo para o Nicolau Alayon, para permitir uma presença maior de público. O "clima de guerra" entre as torcidas não ficou limitado a xingamentos e provocações: com bombas e rojões proibidos dentro do estádio, torcedores infiltravam-se por trás das arquibancadas, para jogar bombas sobre os adversários, por cima do muro. Uma delas, provavelmente atirada por torcedores do São Paulo, atingiu Rodrigo de Gásperi, um torcedor corintiano de treze anos. Houve pânico entre boa parte dos doze mil torcedores, e o jogo ficou interrompido por 25 minutos, mas acabaria retomado até o fim da prorrogação. "Este estádio é uma gaiola", protestou o técnico são-paulino, Oscar. "Daqui a pouco, a torcida invade o campo." Rodrigo morreria quatro dias depois, no hospital, vítima de lesões cerebrais.

## Regulamento
A competição foi disputada em quatro fases: primeira fase, quartas de final, semifinais e final. Participaram da primeira fase um total de 24 clubes, divididos em quatro grupos, numerados de 1 a 4.
Na  primeira fase, os clubes jogaram entre si, dentro do grupo, em turno único, classificando-se para as quartas de final os dois melhores clubes que obtiveram o maior número de pontos ganhos nos respectivos grupos.
Ao término da primeira fase, em eventual igualdade de pontos ganhos entre dois ou mais clubes, aplicou-se, sucessivamente, os seguintes critérios:
- Confronto direto (somente no empate entre dois clubes)
- Maior número de vitórias por três ou mais gols
- Maior número de vitórias
- Maior saldo de gols
- Maior número de gols marcados
- Sorteio

Nesta edição, manteve-se o sistema de pontuação da Copa São Paulo de 1991:
- As vitórias por três ou mais gols passaram a valer três pontos
- As vitórias por dois ou menos gols passaram a valer dois pontos
- Os empates com gols passaram a valer um ponto
- Os empates sem gols passaram a ter disputa de pênaltis, com o vencedor recebendo um ponto e o perdedor, nenhum ponto
- As derrotas continuaram a não somar pontos.

## Equipes participantes
Estas são as 24 equipes que participaram desta edição:
| Estado            | Equipe           |           | Estado           | Equipe |
| ----------------- | ---------------- | --------- | ---------------- | ------ |
| Bahia             | EC Bahia         | São Paulo | SC Corinthians P |        |
| Goiás             | Vila Nova FC     | São Paulo | Guarani FC       |        |
| Minas Gerais      | C Atlético-MG    | São Paulo | CA Juventus      |        |
| Minas Gerais      | AE Santa Tereza  | São Paulo | Nacional AC      |        |
| Paraná            | Paraná C         | São Paulo | GE Novorizontino |        |
| Pernambuco        | Santa Cruz FC    | São Paulo | SE Palmeiras     |        |
| Rio de Janeiro    | Fluminense FC    | São Paulo | AA Ponte Preta   |        |
| Rio de Janeiro    | CR Vasco da Gama | São Paulo | A Portuguesa D   |        |
| Rio Grande do Sul | Grêmio FPA       | São Paulo | EC Santo André   |        |
| Rio Grande do Sul | SC Internacional | São Paulo | Santos FC        |        |
| Santa Catarina    | Criciúma EC      | São Paulo | EC São Bernardo  |        |
| São Paulo         | Botafogo FC      | São Paulo | São Paulo FC     |        |

## Primeira fase

### Grupo 1
| Time         | Pts | J | V (3/2) | E (S/N) | D | GP | GS | SG |
| ------------ | --- | - | ------- | ------- | - | -- | -- | -- |
| Santa Tereza | 9   | 5 | 3 (2/1) | 1 (1/0) | 1 | 10 | 7  | +3 |
| Corinthians  | 6   | 5 | 2 (1/1) | 2 (1/1) | 1 | 7  | 4  | +3 |
| São Bernardo | 6   | 5 | 1 (0/1) | 4 (4/0) | 0 | 2  | 1  | +1 |
| Fluminense   | 5   | 5 | 2 (1/1) | 1 (0/1) | 2 | 9  | 6  | +3 |
| Vila Nova    | 3   | 5 | 1 (0/1) | 1 (1/0) | 3 | 5  | 13 | -8 |
| Santo André  | 2   | 5 | 1 (0/1) | 1 (0/1) | 3 | 5  | 7  | -2 |

| 11 de janeiro | Santa Tereza | 3 – 2 | Fluminense |  |
|               |              |       |            |  |

| 11 de janeiro | São Bernardo | 0 – 0 | Corinthians |  |
|               |              |       |             |  |

|  |       | Penalidades |
|  | 4 – 2 |             |

| 11 de janeiro | Vila Nova | 2 – 1 | Santo André |  |
|               |           |       |             |  |

| 13 de janeiro | Fluminense | 4 – 0 | Vila Nova |  |
|               |            |       |           |  |

| 13 de janeiro | Corinthians | 2 – 1 | Santo André |  |
|               |             |       |             |  |

| 13 de janeiro | São Bernardo | 1 – 0 | Santa Tereza |  |
|               |              |       |              |  |

| 15 de janeiro | Corinthians | 1 – 1 | Santa Tereza |  |
|               |             |       |              |  |

| 15 de janeiro | Santo André | 2 – 1 | Fluminense |  |
|               |             |       |            |  |

| 15 de janeiro | Vila Nova | 1 – 1 | São Bernardo |  |
|               |           |       |              |  |

| 17 de janeiro | Corinthians | 3 – 0 | Vila Nova |  |
|               |             |       |           |  |

| 17 de janeiro | São Bernardo | 0 – 0 | Fluminense |  |
|               |              |       |            |  |

|  |       | Penalidades |
|  | 5 – 4 |             |

| 17 de janeiro | Santa Tereza | 2 – 1 | Santo André |  |
|               |              |       |             |  |

| 19 de janeiro | Santa Tereza | 4 – 2 | Vila Nova |  |
|               |              |       |           |  |

| 19 de janeiro | Fluminense | 2 – 1 | Corinthians |  |
|               |            |       |             |  |

| 19 de janeiro | São Bernardo | 0 – 0 | Santo André |  |
|               |              |       |             |  |

|  |       | Penalidades |
|  | 5 – 4 |             |

### Grupo 2
| Time             | Pts | J | V (3/2) | E (S/N) | D | GP | GS | SG |
| ---------------- | --- | - | ------- | ------- | - | -- | -- | -- |
| Juventus-SP      | 6   | 5 | 2 (1/1) | 2 (1/1) | 1 | 6  | 1  | +5 |
| Santos           | 6   | 5 | 2 (0/2) | 2 (2/0) | 1 | 4  | 3  | +1 |
| Criciúma         | 5   | 5 | 2 (0/2) | 2 (1/1) | 1 | 3  | 6  | -3 |
| Paraná           | 5   | 5 | 1 (0/1) | 3 (3/0) | 1 | 2  | 2  | 0  |
| Internacional    | 3   | 5 | 1 (0/1) | 2 (1/1) | 2 | 2  | 3  | -1 |
| GE Novorizontino | 1   | 5 | 0       | 3 (1/2) | 2 | 1  | 3  | -2 |

| 10 de janeiro | Paraná | 0 – 0 | Juventus-SP |  |
|               |        |       |             |  |

|  |       | Penalidades |
|  | 5 – 4 |             |

| 10 de janeiro | Santos | 0 – 0 | Criciúma |  |
|               |        |       |          |  |

|  |       | Penalidades |
|  | 5 – 4 |             |

| 10 de janeiro | GE Novorizontino | 0 – 0 | Internacional |  |
|               |                  |       |               |  |

|  |       | Penalidades |
|  | 5 – 3 |             |

| 12 de janeiro | Internacional | 1 – 1 | Criciúma |  |
|               |               |       |          |  |

| 12 de janeiro | Santos | 1 – 1 | Paraná |  |
|               |        |       |        |  |

| 12 de janeiro | Juventus-SP | 0 – 0 | GE Novorizontino |  |
|               |             |       |                  |  |

|  |       | Penalidades |
|  | 5 – 4 |             |

| 14 de janeiro | Paraná | 0 – 0 | GE Novorizontino |  |
|               |        |       |                  |  |

|  |       | Penalidades |
|  | 5 – 4 |             |

| 14 de janeiro | Santos | 1 – 0 | Internacional |  |
|               |        |       |               |  |

| 14 de janeiro | Juventus-SP | 5 – 0 | Criciúma |  |
|               |             |       |          |  |

| 17 de janeiro | Internacional | 1 – 0 | Juventus-SP |  |
|               |               |       |             |  |

| 17 de janeiro | Santos | 2 – 1 | GE Novorizontino |  |
|               |        |       |                  |  |

| 17 de janeiro | Criciúma | 1 – 0 | Paraná |  |
|               |          |       |        |  |

| 19 de janeiro | Criciúma | 1 – 0 | GE Novorizontino |  |
|               |          |       |                  |  |

| 19 de janeiro | Juventus-SP | 1 – 0 | Santos |  |
|               |             |       |        |  |

| 19 de janeiro | Paraná | 1 – 0 | Internacional |  |
|               |        |       |               |  |

### Grupo 3
| Time        | Pts | J | V (3/2) | E (S/N) | D | GP | GS | SG |
| ----------- | --- | - | ------- | ------- | - | -- | -- | -- |
| Ponte Preta | 9   | 5 | 4 (1/3) | 1 (0/1) | 0 | 8  | 2  | +6 |
| Santa Cruz  | 7   | 5 | 2 (1/1) | 2 (2/0) | 1 | 7  | 3  | +4 |
| Guarani     | 7   | 5 | 2 (2/0) | 1 (1/0) | 2 | 9  | 8  | +1 |
| Grêmio      | 5   | 5 | 2 (0/2) | 1 (1/0) | 2 | 9  | 9  | 0  |
| Palmeiras   | 4   | 5 | 1 (1/0) | 1 (1/0) | 3 | 10 | 14 | -4 |
| Botafogo-SP | 3   | 5 | 1 (1/0) | 0       | 4 | 4  | 11 | -7 |

| 11 de janeiro | Grêmio | 1 – 0 | Botafogo-SP |  |
|               |        |       |             |  |

| 11 de janeiro | Ponte Preta | 3 – 1 | Palmeiras |  |
|               |             |       |           |  |

| 11 de janeiro | Santa Cruz | 1 – 0 | Guarani |  |
|               |            |       |         |  |

| 13 de janeiro | Santa Cruz | 4 – 0 | Botafogo-SP |  |
|               |            |       |             |  |

| 13 de janeiro | Ponte Preta | 2 – 1 | Grêmio |  |
|               |             |       |        |  |

| 13 de janeiro | Guarani | 3 – 1 | Palmeiras |  |
|               |         |       |           |  |

| 15 de janeiro | Palmeiras | 2 – 2 | Santa Cruz |  |
|               |           |       |            |  |

| 15 de janeiro | Guarani | 3 – 3 | Grêmio |  |
|               |         |       |        |  |

| 15 de janeiro | Ponte Preta | 1 – 0 | Botafogo-SP |  |
|               |             |       |             |  |

| 17 de janeiro | Palmeiras | 4 – 3 | Grêmio |  |
|               |           |       |        |  |

| 17 de janeiro | Guarani | 3 – 1 | Botafogo-SP |  |
|               |         |       |             |  |

| 17 de janeiro | Santa Cruz | 0 – 0 | Ponte Preta |  |
|               |            |       |             |  |

|  |       | Penalidades |
|  | 4 – 2 |             |

| 19 de janeiro | Botafogo-SP | 3 – 2 | Palmeiras |  |
|               |             |       |           |  |

| 19 de janeiro | Grêmio | 1 – 0 | Santa Cruz |  |
|               |        |       |            |  |

| 19 de janeiro | Ponte Preta | 2 – 0 | Guarani |  |
|               |             |       |         |  |

### Grupo 4
| Time             | Pts | J | V (3/2) | E (S/N) | D | GP | GS | SG |
| ---------------- | --- | - | ------- | ------- | - | -- | -- | -- |
| São Paulo        | 8   | 5 | 3 (0/3) | 2 (2/0) | 0 | 10 | 7  | +3 |
| Vasco da Gama    | 7   | 5 | 2 (1/1) | 2 (2/0) | 1 | 7  | 4  | +3 |
| Nacional-SP      | 6   | 5 | 1 (1/0) | 4 (3/1) | 0 | 9  | 6  | +3 |
| Bahia            | 6   | 5 | 2 (1/1) | 1 (1/0) | 2 | 2  | 1  | +1 |
| Portuguesa       | 3   | 5 | 1 (0/1) | 2 (1/1) | 2 | 5  | 13 | -8 |
| Atlético Mineiro | 0   | 5 | 0       | 1 (0/1) | 4 | 5  | 7  | -2 |

| 9 de janeiro | Vasco da Gama | 4 – 0 | Portuguesa |  |
|              |               |       |            |  |

| 10 de janeiro | São Paulo | 2 – 0 | Atlético Mineiro |  |
|               |           |       |                  |  |

| 10 de janeiro | Nacional-SP | 4 – 1 | Bahia |  |
|               |             |       |       |  |

| 12 de janeiro | Portuguesa | 2 – 0 | Atlético Mineiro |  |
|               |            |       |                  |  |

| 12 de janeiro | Bahia | 3 – 0 | Vasco da Gama |  |
|               |       |       |               |  |

| 12 de janeiro | São Paulo | 0 – 0 | Nacional-SP |  |
|               |           |       |             |  |

|  |       | Penalidades |
|  | 7 – 6 |             |

| 14 de janeiro | Nacional-SP | 0 – 0 | Portuguesa |  |
|               |             |       |            |  |

|  |       | Penalidades |
|  | 5 – 3 |             |

| 14 de janeiro | São Paulo | 1 – 0 | Bahia |  |
|               |           |       |       |  |

| 14 de janeiro | Vasco da Gama | 2 – 0 | Atlético Mineiro |  |
|               |               |       |                  |  |

| 16 de janeiro | São Paulo | 1 – 0 | Portuguesa |  |
|               |           |       |            |  |

| 16 de janeiro | Nacional-SP | 1 – 1 | Vasco da Gama |  |
|               |             |       |               |  |

| 16 de janeiro | Bahia | 2 – 1 | Atlético Mineiro |  |
|               |       |       |                  |  |

| 18 de janeiro | Bahia | 2 – 2 | Portuguesa |  |
|               |       |       |            |  |

| 18 de janeiro | Nacional-SP | 0 – 0 | Atlético Mineiro |  |
|               |             |       |                  |  |

|  |       | Penalidades |
|  | 4 – 2 |             |

| 18 de janeiro | São Paulo | 1 – 1 | Vasco da Gama |  |
|               |           |       |               |  |

## Fase final

### Tabela
|  | Quartas de final  | Quartas de final |                     |             | Semifinais     | Semifinais     |  |  | Final | Final |
|  |                   |                  |                     |             |                |                |  |  |       |       |
|  |                   |                  |                     |             |                |                |  |  |       |       |
|  |                   |                  |                     |             |                |                |  |  |       |       |
|  | Santa Tereza      | 2                |                     |             |                |                |  |  |       |       |
|  | Santa Tereza      | 2                |                     |             |                |                |  |  |       |       |
|  | Santos            | 1                |                     |             |                |                |  |  |       |       |
|  | Santos            | 1                | Santa Tereza        | 0           |                |                |  |  |       |       |
|  |                   |                  | Santa Tereza        | 0           |                |                |  |  |       |       |
|  |                   | Vasco da Gama    | 2                   |             |                |                |  |  |       |       |
|  | Ponte Preta       | Vasco da Gama    | 2                   | 1           |                |                |  |  |       |       |
|  | Ponte Preta       |                  |                     | 1           |                |                |  |  |       |       |
|  | Vasco da Gama     | 3                |                     |             |                |                |  |  |       |       |
|  | Vasco da Gama     | 3                | Vasco da Gama (pen) | 1 (5)       |                |                |  |  |       |       |
|  |                   |                  | Vasco da Gama (pen) | 1 (5)       |                |                |  |  |       |       |
|  |                   | São Paulo        | 1 (3)               |             |                |                |  |  |       |       |
|  | Corinthians (pen) | São Paulo        | 1 (3)               | 0 (4)       |                |                |  |  |       |       |
|  | Corinthians (pen) |                  |                     | 0 (4)       |                |                |  |  |       |       |
|  | Juventus-SP       | 0 (3)            |                     |             |                |                |  |  |       |       |
|  | Juventus-SP       | 0 (3)            | Corinthians         | 0           | Terceiro lugar | Terceiro lugar |  |  |       |       |
|  |                   |                  | Corinthians         | 0           | Terceiro lugar | Terceiro lugar |  |  |       |       |
|  |                   | São Paulo        | 1                   |             |                |                |  |  |       |       |
|  | São Paulo         | São Paulo        | 1                   | 2           | Santa Tereza   | 1              |  |  |       |       |
|  | São Paulo         |                  |                     | 2           | Santa Tereza   | 1              |  |  |       |       |
|  | Santa Cruz        | 1                |                     | Corinthians | 0              |                |  |  |       |       |
|  | Santa Cruz        | 1                |                     |             | 0              |                |  |  |       |       |
|  |                   |                  |                     |             |                |                |  |  |       |       |
|  |                   |                  |                     |             |                |                |  |  |       |       |

### Quartas de final
| 21 de janeiro | Corinthians | 0 – 0 | Juventus-SP |  |
|               |             |       |             |  |

|  |       | Penalidades |
|  | 4 – 3 |             |

| 21 de janeiro | Santa Tereza | 2 – 1 | Santos |  |
|               |              |       |        |  |

| 21 de janeiro | São Paulo | 2 – 1 | Santa Cruz |  |
|               |           |       |            |  |

| 21 de janeiro | Ponte Preta | 1 – 3 | Vasco da Gama |  |
|               |             |       |               |  |

### Semifinais
| 23 de janeiro | Santa Tereza | 0 – 2 | Vasco da Gama |  |
|               |              |       |               |  |

| 23 de janeiro | Corinthians | 0 – 1 | São Paulo | Estádio Nicolau Alayon, São Paulo |
|               |             |       |           |                                   |

Neste jogo houve o triste incidente que culminou com a morte do adolescente Rodrigo de Gásperi, de apenas 13 anos. Rodrigo estava na torcida do Corinthians e foi atingido por uma bomba caseira arremessada pela torcida do São Paulo. Desde então é proibida a entrada de bandeiras com mastro nos estádios de São Paulo. Ninguém foi preso pelo crime.

### Disputa do terceiro lugar
| 25 de janeiro | Santa Tereza | 1 – 0 | Corinthians | Estádio Bruno José Daniel, Santo André |
|               | Leandro 42'  |       |             |                                        |

### Final
| 25 de janeiro | Vasco da Gama | 1 – 1 | São Paulo  | Estádio do Pacaembu, São Paulo |
|               | Valdir 43'    |       | Andrei 65' | Árbitro: Roberto Perassi       |

|                                  |       | Penalidades                |  |
| Vítor Tinho Leandro Vianna Fábio | 5 – 3 | Mona Doriva Pereira Gilmar |  |

- Vasco da Gama: Caetano; Pimentel, Alex, Tinho e Josenilson (Fábio); Vianna, Leandro, Vítor e Denilson (Pedro Renato); Valdir e Hernande. Técnico: Gaúcho.
- São Paulo: Alexandre; Pavão, Sérgio Baresi, Nelson (Gilmar) e Cleomir; Mona, Pereira, Andrei e Evandro (Doriva); Catê e Toninho. Técnico: Oscar Bernardi.

## Premiação
| Copa São Paulo de Futebol Júnior de 1992 |
| Rio de Janeiro                           |
| ---------------------------------------- |
| VASCO DA GAMA Campeão (1º título)        |